# Carla Spletter
Carla Spletter   (Flensburg, 9 de novembre de 1911 - Hamburg, 19 d'octubre de 1953) fou una cantant d'òpera (soprano) alemanya.
Va néixer a Alemanya, el 1911, i va estudiar al Conservatori de Leipzig abans de debutar el 1932 a la "Deutsche Oper de Berlín". Del 1935 al 1945 va ser membre de l'Òpera Estatal de Berlín. El seu repertori incloïa Oberon (1937) de Carl Maria von Weber i Eine Nacht in Venedig (1938), de Johann Strauss II, que va gravar tots dos. Després del 1945 Carla Spletter es va traslladar a Hamburg per unir-se a la "Hamburgische Staatsoper". La seva última aparició va ser la del paper principal a l'òpera Lulu d'Alban Berg per a les estrenes alemanyes (Grillo-Theatre, Essen) i holandeses (Stadsschouwburg, Amsterdam) d'aquesta obra el març i juliol de 1953 respectivament, sota la batuta de Gustav König. Als pocs mesos (octubre), havia mort a Hamburg de càncer als 41 anys.
El 1937 Carla Spletter es va casar amb el doctor Peter Bischoff, que havia guanyat una medalla d'or en vela als Jocs Olímpics de 1936. A més dels seus enregistraments, Carla Spletter va aparèixer en quatre llargmetratges, inclòs el paper principal a Martha (1936) de Friedrich von Flotow.

## Discografia seleccionada
- Mozart: Die Entführung aus dem Serail  (Berlín, 24 d'octubre de 1937), Reichssenders Berlin, dirigida per Heinrich Steiner, Cantus-Lin (DA Music) 2000
- Mozart: Great Opera Recordings - La flauta màgica (Berlin 1937/1938), Berliner Philharmoniker, dirigida per Thomas Beecham, Naxos Historical 2001
- Gounod: Faust (Stuttgart, 5 de desembre de 1937), Stuttgarter Rundfunks, dirigida per Joseph Keilberth, Arkadia 2000
- Mozart: La flauta màgica (Berlín 1937-1938), Berliner Philharmoniker, dirigida per Thomas Beecham, Naxos Historical 2001
- Weber: Oberon (Highlights, Berlín, 15 d'agost de 1937), Reichssenders Berlin, dirigida per Joseph Keilberth, Cantus-Line (DA Music) 2002
- Johann Strauss II: Eine Nacht in Venedig (22 de gener de 1938), Reichssenders Berlin, dirigit per Heinrich Steiner, Naxos Historical 2003
- ABC de l'art del cant a Alemanya - Historisches Gesangslexikon part 5, 70 enregistraments històrics, incloses dues àries de La Bohème per Carla Spletter, Cantus-Lin (DA Music), 2000

## Filmografia
- 1936: Martha, Dirigida per: Karl Anton/Frank Clifford
- 1937: Der Schauspieldirektor, Dirigida per: Jürgen von Alten
- 1939: Maria Ilona, Dirigida per: Géza von Bolváry
- 1940: Falstaff in Wien, Dirigida per: Leopold Hainisch